# Carrollton (Texas)
Carrollton is een stad in de Amerikaanse staat Texas en telt 109.576 inwoners. Het is hiermee de 205e stad in de Verenigde Staten (2000). De oppervlakte bedraagt 94,5 km², waarmee het de 173e stad is.

## Demografie
Van de bevolking is 5,2 % ouder dan 65 jaar en bestaat voor 20,1 % uit eenpersoonshuishoudens. De werkloosheid bedraagt 1,9 % (cijfers volkstelling 2000).
Ongeveer 19,5 % van de bevolking van Carrollton bestaat uit hispanics en latino's, 6,3 % is van Afrikaanse oorsprong en 10,9 % van Aziatische oorsprong.
Het aantal inwoners steeg van 82.591 in 1990 naar 109.576 in 2000.

## Klimaat
In januari is de gemiddelde temperatuur 6,3 °C, in juli is dat 29,6 °C. Jaarlijks valt er gemiddeld 856,0 mm neerslag (gegevens op basis van de meetperiode 1961-1990).

## Plaatsen in de nabije omgeving
De onderstaande figuur toont nabijgelegen plaatsen in een straal van 12 km rond Carrollton.